# Raciąż (gemeente)
De gemeente Raciąż is een landgemeente in het Poolse woiwodschap Mazovië, in powiat Płoński.
De zetel van de gemeente is in Raciąż.
Op 30 juni 2004 telde de gemeente 8813 inwoners.

## Oppervlakte gegevens
In 2002 bedroeg de totale oppervlakte van gemeente Raciąż 248,79 km², waarvan:
- agrarisch gebied: 77%
- bossen: 15%

De gemeente beslaat 17,98% van de totale oppervlakte van de powiat.

## Demografie
Stand op 30 juni 2004:
| Omschrijving                   | Totaal | Totaal | Vrouwen | Vrouwen | Mannen | Mannen |
| ------------------------------ | ------ | ------ | ------- | ------- | ------ | ------ |
| eenheid                        | aantal | %      | aantal  | %       | aantal | %      |
| inwoners                       | 8813   | 100    | 4320    | 49      | 4493   | 51     |
| bevolkingsdichtheid (inw./km²) | 35,4   | 35,4   | 17,4    | 17,4    | 18,1   | 18,1   |

In 2002 bedroeg het gemiddelde inkomen per inwoner 1492,25 zł.

## Administratieve plaatsen (sołectwo)
Bielany, Bogucin, Budy Kraszewskie, Charzyny, Chyczewo, Cieciersk, Ćwiersk, Dobrska-Kolonia, Dobrska-Włościany, Drozdowo, Druchowo, Folwark-Raciąż, Grzybowo, Jeżewo-Wesel, Kaczorowy, Kiełbowo, Kiniki, Kocięcin-Brodowy, Kodłutowo, Kossobudy, Koziebrody, Kozalin, Krajkowo, Kraszewo-Czubaki, Kraszewo-Falki, Kraszewo-Gaczułty, Kraszewo-Podborne, Kraśniewo, Kruszenica, Lipa, Łempinek, Łempino, Malewo, Mała Wieś, Młody Niedróż, Nowe Gralewo, Nowy Komunin, Nowe Młodochowo, Pęsy, Pólka-Raciąż, Sierakówo, Stare Gralewo, Stary Komunin, Strożęcin, Szapsk, Szczepkowo, Unieck, Wępiły, Witkowo, Zdunówek, Złotopole, Żukowo-Strusie, Żychowo.

## Aangrenzende gemeenten
Baboszewo, Drobin, Glinojeck, Raciąż, Radzanów, Siemiątkowo, Staroźreby, Strzegowo, Zawidz